# ASC Kara
El Association Sportive des Conducteurs de Kara (en español: Asociación Deportiva de Controladores de Kara), conocido simplemente como ASC Kara es un equipo de fútbol de Togo que juega en el Campeonato nacional de Togo, la primera división de fútbol del país.

## Historia
Fue fundado en el año 1997 en la ciudad de Kara, logrando el ascenso al Campeonato nacional de Togo en la temporada 2015/16 en la que terminó de subcampeón de la segunda categoría.
Dos temporadas después el club logra su primer título nacional con una ventaja de siete puntos sobre el segundo lugar Maranatha FC, mismo año en el que logra dos títulos de copa.
En 2019 participa por primera vez en un torneo internacional, en la Liga de Campeones de la CAF 2019-20 donde es eliminado en la primera ronda por el AS Vita Club de la República Democrática del Congo.

## Palmarés
- Campeonato nacional de Togo: 2

2018/19, 2024/25
- Copa Independencia: 3

2019, 2022, 2023
- Supercopa de Togo: 1

2019

## Participación en competiciones de la CAF
| Temporada | Torneo                       | Ronda      | Club                 | Casa | Visita | Global  |
| --------- | ---------------------------- | ---------- | -------------------- | ---- | ------ | ------- |
| 2019/20   | Liga de Campeones de la CAF  | Preliminar | Buffles du Borgou FC | 1-0  | 1-1    | 2-1     |
| 2019/20   | Liga de Campeones de la CAF  | 1          | AS Vita Club         | 0-0  | 0-1    | 0-1     |
| 2019/20   | Copa Confederación de la CAF | Playoff    | Enugu Rangers        | 2-1  | 0-1    | 2-1 (a) |
| 2021/22   | Copa Confederación de la CAF | 1          | ASAC Concorde        | 3-0  | 0-4    | 3-4     |
| 2022/23   | Copa Confederación de la CAF | 1          | Milo FC              | 3-0  | 1-2    | 4-2     |
| 2022/23   | Copa Confederación de la CAF | 2          | USM Alger            | 1-2  | 0-2    | 1-4     |
| 2023/24   | Copa Confederación de la CAF | 1          | AFAD Djékanou        | 0-0  | 1-2    | 1-2     |
| 2024/25   | Copa Confederación de la CAF | 1          | AS FAN               | 2-2  | 2-0    | 4-2     |
| 2024/25   | Copa Confederación de la CAF | 2          | ASEC Mimosas         | 2-1  | 0-2    | 2-3     |

## Jugadores

### Jugadores destacados
- Yendoutie Richard Nanie
- Ismail Ouro-Agoro